# Партия исламской уммы
Партия исламской уммы (араб. حزب الأمة الإسلامي‎) — политическая партия в Саудовской Аравии, созданная 10 февраля 2011 года в ответ на «арабскую весну». Созданная коллективом оппозиционеров, включающим исламистов и интеллектуалов, партия выступает за реформы и требует представительной демократии и прекращения абсолютной монархии в стране. Партия управляется координационным комитетом из десяти человек и запросила у правительства официальное признание в качестве официальной партии.

## Создание
Партия исламской уммы была создана 9 февраля 2011 года координационным комитетом из 11 членов — исламистов и интеллектуалов, включая доктора Абдуллу Алсалима, доктора Ахмада бин Саада аль-Гамиди, шейха Абд аль-Азиза аль-Ухайби и шейха Мухаммада бин Хусейн аль-Кахтани. Партия выступает за реформы и требует представительной демократии и прекращения абсолютной монархии в стране. Партия потребовала официального признания от правительства в качестве официальной партии.
Партия исламской уммы была частью сети Конференции Уммы со штаб-квартирой в Стамбуле, возглавляемой кувейтской Хизб аль-Умма и возглавляемой Хакимом аль-Мутайри, пока не разорвала свои связи в 2017 году из-за усиления опеки и отсутствия автономии, хотя и сохранила свою программу, несколько исправленную.

## Задержания
Аль-Гамиди, аль-Дугайтир, аль-Вухайби, аль-Кахтани, аль-Гамиди, аль-Маджид и аль-Хадхар были задержаны 17 февраля 2011 года. Human Rights Watch заявила, что они «[похоже] были задержаны исключительно за попытку создать партию, заявленные цели которой включали большую демократию и защиту прав человека». Перед своим арестом аль-Хадхар заявил, что его коллеги, по-видимому, содержались в мабахитской тюрьме Улайша. Задержанным соучредителям партии сказали, что они будут освобождены только в том случае, если подпишут обязательство прекратить выступать за политическую реформу, от чего они сначала отказались.
Все, кроме шейха Абд аль-Азиза аль-Вухайби, были условно освобождены в 2011 году после подписания заявлений о том, что они не будут заниматься «антиправительственной деятельностью». Условия освобождения включали запрет на поездки и на преподавание.